# Diócesis de Marquette
La diócesis de Marquette (en latín: Dioecesis Marquettensis y en inglés: Roman Catholic Diocese of Marquette) es una circunscripción eclesiástica de la Iglesia católica en Estados Unidos. Se trata de una diócesis latina, sufragánea de la arquidiócesis de Detroit. Desde el 17 de diciembre de 2013 su obispo es John Francis Doerfler.

## Territorio y organización

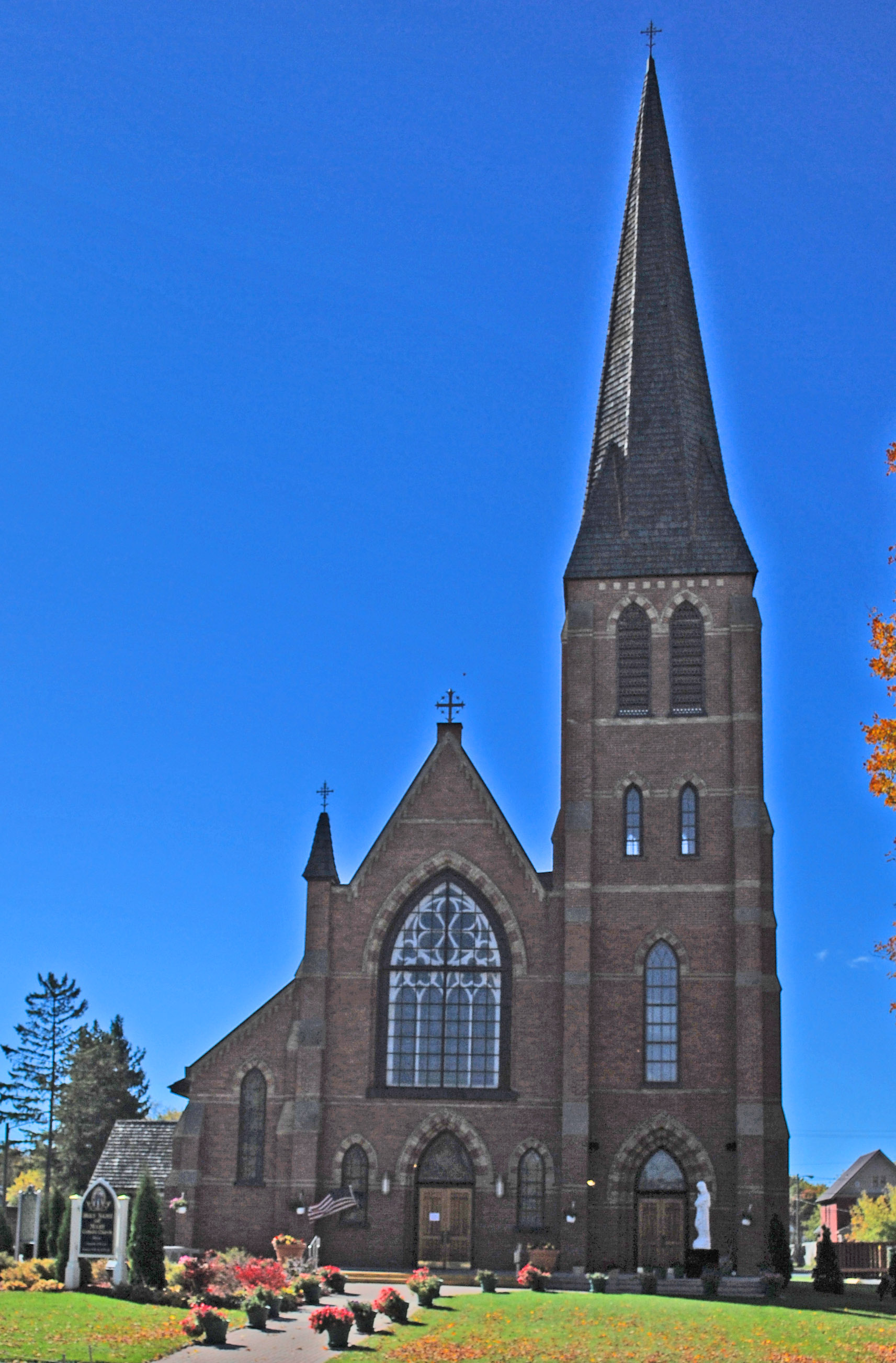
Protocatedral del Santo Nombre de María, en Sault Sainte Marie

La diócesis tiene 42 416 km² y extiende su jurisdicción sobre los fieles católicos de rito latino residentes en 15 condados del estado de Míchigan: Alger, Baraga, Chippewa, Delta, Dickinson, Gogebic, Houghton, Iron, Keweenaw, Luce, Mackinac, Marquette, Menominee, Ontonagon y Schoolcraft.
La sede de la diócesis se encuentra en la ciudad de Marquette, en donde se halla la Catedral de San Pedro. En Sault Sainte Marie se encuentra la protocatedral del Santo Nombre de María, que fue la catedral de la diócesis de Sault Sainte Marie en Míchigan.
En 2023 en la diócesis existían 73 parroquias.

## Historia

### Antecedentes
El vicariato apostólico del Míchigan Superior fue erigido el 29 de julio de 1853 con parte de la diócesis de Detroit.
El 9 de enero de 1857 el vicariato apostólico fue elevado a diócesis y tomó el nombre de diócesis de Sault Sainte Marie, originalmente sufragánea de la arquidiócesis de Cincinnati.
El 23 de octubre de 1865 asumió el nombre de diócesis de Sault Sainte Marie-Marquette.
El 12 de enero de 1875 pasó a formar parte de la provincia eclesiástica de la arquidiócesis de Milwaukee.

### Diócesis de Marquette
El 3 de enero de 1937 la diócesis de Sault Sainte Marie-Marquette fue renombrada diócesis de Marquette.
El 22 de mayo de 1937 se convirtió en sufragánea de la arquidiócesis de Detroit.
El obispo Noa en 1952 abrió la causa para la canonización de Ireneus Frederic Baraga, primer obispo de Sault Sainte Marie en Míchigan.

## Estadísticas
Según el Anuario Pontificio 2024 la diócesis tenía a fines de 2023 un total de 64 280 fieles bautizados.
| Año                                                                             | Población            | Población | Población      | Sacerdotes | Sacerdotes    | Sacerdotes    | Bautizados por sacerdote | Diáconos permanentes | Religiosos | Religiosos | Parroquias |
| Año                                                                             | Bautizados católicos | Total     | % de católicos | Total      | Clero secular | Clero regular | Bautizados por sacerdote | Diáconos permanentes | Varones    | Mujeres    | Parroquias |
| ------------------------------------------------------------------------------- | -------------------- | --------- | -------------- | ---------- | ------------- | ------------- | ------------------------ | -------------------- | ---------- | ---------- | ---------- |
| 1950                                                                            | 91 034               | 323 544   | 28.1           | 171        | 146           | 25            | 532                      |                      | 13         | 319        | 92         |
| 1966                                                                            | 106 798              | 307 105   | 34.8           | 181        | 159           | 22            | 590                      |                      | 28         | 329        | 96         |
| 1970                                                                            | 107 486              | 297 000   | 36.2           | 154        | 137           | 17            | 697                      |                      | 22         | 252        | 93         |
| 1976                                                                            | 96 644               | 304 347   | 31.8           | 138        | 121           | 17            | 700                      |                      | 17         | 201        | 87         |
| 1980                                                                            | 98 528               | 316 000   | 31.2           | 134        | 117           | 17            | 735                      |                      | 17         | 156        | 89         |
| 1990                                                                            | 75 298               | 309 400   | 24.3           | 122        | 112           | 10            | 617                      | 7                    | 10         | 98         | 92         |
| 1999                                                                            | 72 552               | 319 700   | 22.7           | 115        | 103           | 12            | 630                      | 21                   |            | 64         | 74         |
| 2000                                                                            | 65 497               | 309 000   | 21.2           | 107        | 96            | 11            | 612                      | 21                   | 11         | 63         | 74         |
| 2001                                                                            | 70 237               | 309 000   | 22.7           | 107        | 94            | 13            | 656                      | 22                   | 13         | 59         | 74         |
| 2002                                                                            | 70 200               | 317 616   | 22.1           | 103        | 93            | 10            | 681                      | 25                   | 10         | 61         | 74         |
| 2003                                                                            | 69 500               | 317 616   | 21.9           | 103        | 92            | 11            | 674                      | 27                   | 11         | 58         | 74         |
| 2004                                                                            | 68 360               | 317 616   | 21.5           | 100        | 88            | 12            | 683                      | 28                   | 12         | 58         | 74         |
| 2013                                                                            | 68 700               | 323 000   | 21.3           | 89         | 83            | 6             | 771                      | 48                   | 6          | 42         | 72         |
| 2016                                                                            | 75 149               | 311 361   | 24.1           | 78         | 73            | 5             | 963                      | 43                   | 5          | 44         | 72         |
| 2019                                                                            | 66 001               | 302 077   | 21.8           | 77         | 72            | 5             | 857                      | 38                   | 5          | 32         | 74         |
| 2021                                                                            | 64 175               | 299 942   | 21.4           | 75         | 70            | 5             | 855                      | 38                   | 5          | 36         | 73         |
| 2023                                                                            | 64 280               | 301 396   | 21.3           | 75         | 70            | 5             | 857                      | 34                   | 5          | 34         | 73         |
| Fuente: Catholic-Hierarchy, que a su vez toma los datos del Anuario Pontificio. |                      |           |                |            |               |               |                          |                      |            |            |            |

## Episcopologio

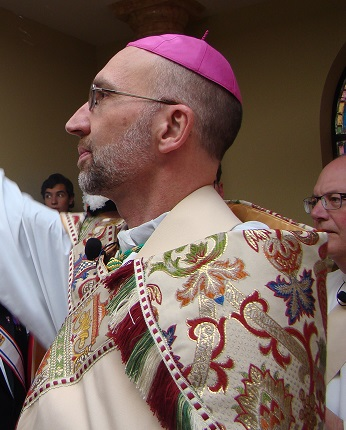
John Francis Doerfler, obispo de Marquette desde 2013

- Joseph Casimir Plagens † (3 de enero de 1937-14 de diciembre de 1940 nombrado obispo de Grand Rapids)
- Francis Joseph Magner † (21 de diciembre de 1940-13 de junio de 1947 falleció)
- Thomas Lawrence Noa † (20 de agosto de 1947-5 de enero de 1968 renunció[nota 1])
- Charles Alexander Kazimieras Salatka † (5 de enero de 1968-27 de septiembre de 1977 nombrado arzobispo de Oklahoma City)
- Mark Francis Schmitt † (21 de marzo de 1978-6 de octubre de 1992 renunció)
- James Henry Garland (6 de octubre de 1992-13 de diciembre de 2005 renunció)
- Alexander King Sample (13 de diciembre de 2005-29 de enero de 2013 nombrado arzobispo de Portland)
- John Francis Doerfler, desde el 17 de diciembre de 2013